# Czeskie Kamienie
Czeskie Kamienie (czes. Mužské kameny, niem. Mannsteine, 1416 m n.p.m.) – szczyt w Sudetach Zachodnich, w paśmie Karkonoszy (Śląski Grzbiet) oraz grupa skał o tej samej nazwie. Wraz z leżącymi na wschodzie Śląskimi Kamieniami tworzą rozległą kulminację grzbietu. Nieopodal szczytu, na jednym z głazów wykuta jest data 14 stycznia 1929 roku, upamiętniająca śmierć w czasie burzy śnieżnej dziennikarza czeskiego Rudolfa Kalmana. Szczytowe skałki złożone są z bloków o wysokości około 11 m rozstawionych na długości około 50 m.

## Budowa geologiczna
Masyw zbudowany z granitu karkonoskiego. Poza skałkami na szczycie, w masywie występuje kilka innych grup skałek oraz liczne bloki skalne.

## Granica
Przez Czeskie Kamienie przebiega granica między Polską a Czechami.

## Roślinność
Szczyt porośnięty kosodrzewiną, niżej na zboczach górnoreglowe lasy świerkowe.

## Ochrona przyrody
Wzniesienie położone jest na obszarze Karkonoskiego Parku Narodowego oraz czeskiego Karkonoskiego Parku Narodowego (czes. Krkonošský národní park, KRNAP).

## Szlaki turystyczne
Przez Czeskie Kamienie prowadzi szlak turystyczny:
- czerwony fragment Głównego Szlaku Sudeckiego z Szklarskiej Poręby do Karpacza przez Śląski Grzbiet.